# Saxifraga jingdongensis
Saxifraga jingdongensis är en stenbräckeväxtart som beskrevs av H.Chuang. Saxifraga jingdongensis ingår i Bräckesläktet som ingår i familjen stenbräckeväxter. Inga underarter finns listade i Catalogue of Life.